# 比爾基希斯巴赫河
50°10′58.29″N 9°5′24.88″E / 50.1828583°N 9.0902444°E

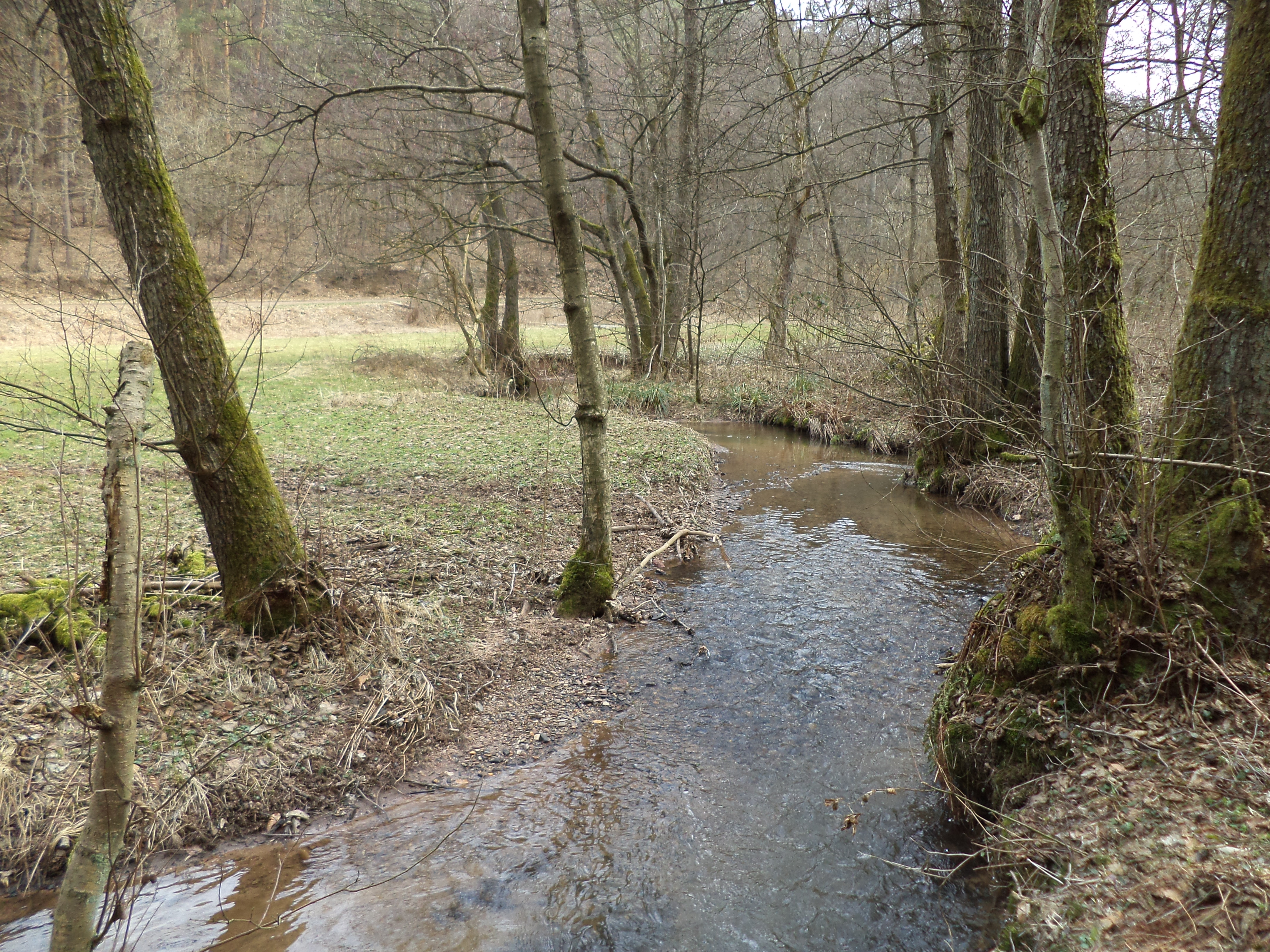
比爾基希斯巴赫河

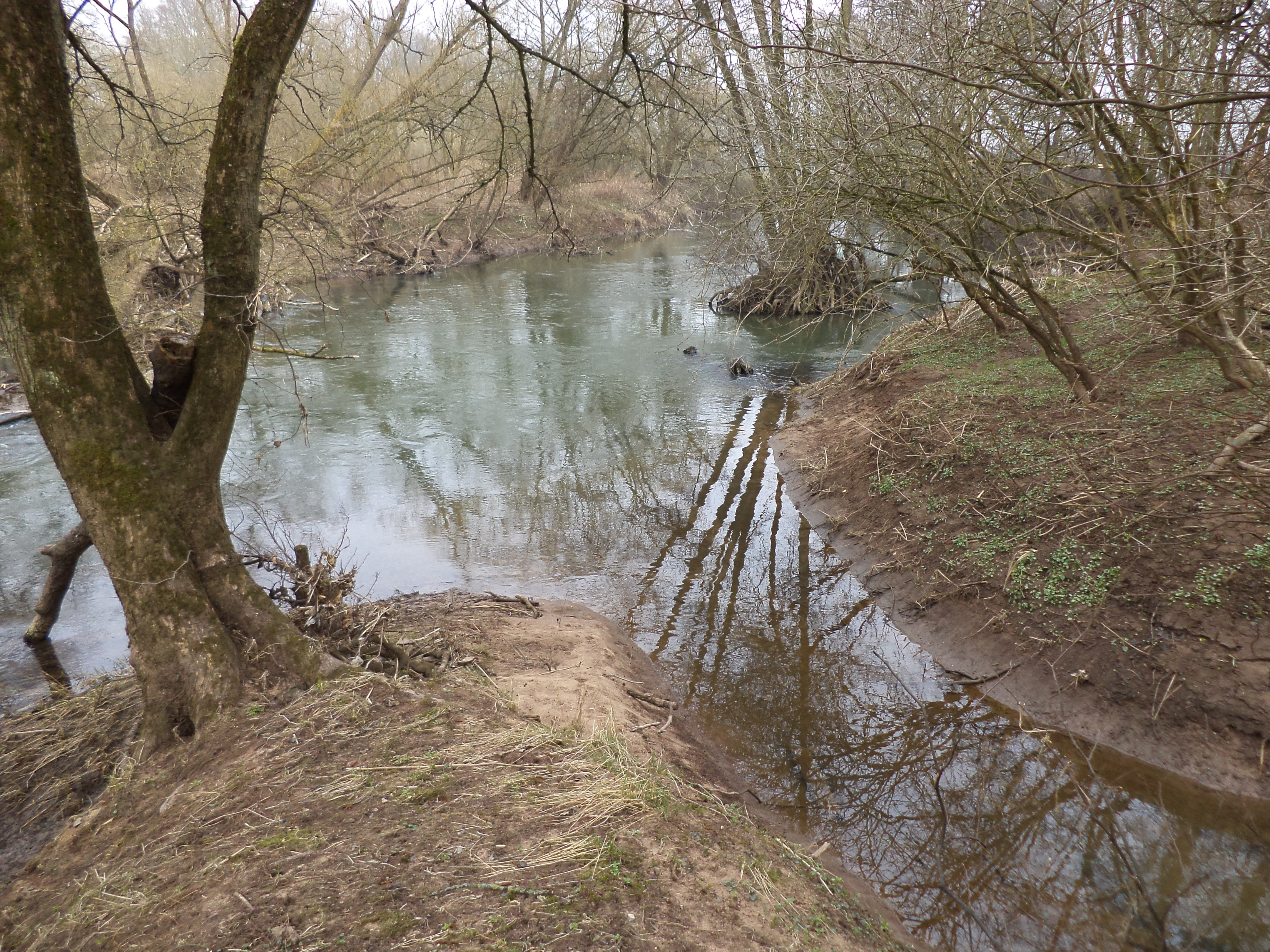
比爾基希斯巴赫河

比爾基希斯巴赫河（德語：Birkigsbach），是德國的河流，位於該國中部，由黑森州負責管轄，屬於金齊希河的左支流，河道全長12.8公里，流域面積25平方公里。